# Ancient Grand Lodge of England

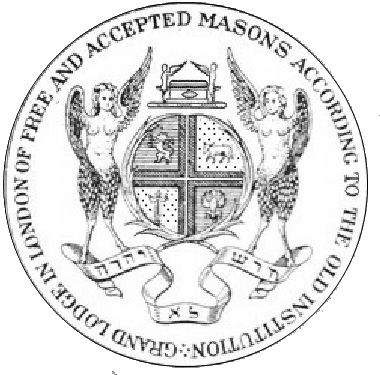
Stemma della "Antients" Grand Lodge

L'Antica gran loggia d'Inghilterra o Gran loggia degli antichi ed accettati massoni d'Inghilterra, secondo le Antiche costituzioni (Ancient Grand Lodge of England o Grand Lodge of Free and Accepted Masons of England, according to the Old Constitutions) fu il prodotto della scissione di alcune logge dalla prima gran loggia d'Inghilterra (Grand Lodge of England).
Fu anche informalmente chiamata "Atholl Grand Lodge", perché il terzo e il quarto duca di Atholl la presiedettero negli anni 1771-1781 e 1791-1812 come gran maestri.
Essa operò dal 1751 al 1813 quando si unificò con quest'ultima dando luogo alla Gran loggia Unita d'Inghilterra (United Grand Lodge of England). I membri della "Ancient Grand Lodge of England" si definivano "antichi" (Ancients) distinguendosi dai membri della GLE chiamati con un certo sprezzo "moderni" (Moderns).

## Storia
La gran loggia fu fondata nel 1751 principalmente da massoni irlandesi di religione cattolica, che erano insoddisfatti per il modo in cui la massoneria era praticata dalla Gran loggia d'Inghilterra. Il 17 luglio 1751, i rappresentanti di cinque logge si riunirono presso la taverna di Turk's Head, in Greek Street, Soho, Londra - formando una gran loggia rivale alla GLE. Quest'ultima era accusata di non aderire agli antichi principi della massoneria e sostenendo che solo loro accoglievano le antiche regole di "mestiere" (Craft).

## Costituzione
Laurence Dermott scrisse una costituzione per gli Ancients, la Ahiman Rezon, come alternativa alle costituzioni dei "Moderns" scritte da James Anderson.

## Gran maestri
- 1753, Robert Turner
- 1754-1756, Edward Vaughan
- 1756-1760, William Stewart, I conte di Blessington
- 1760-1766, Thomas Erskine, VI conte di Kellie
- 1766-1770, Hon. Thomas Mathew
- 1771-1774, John Murray, III duca di Atholl
- 1775-1781, John Murray, IV duca di Atholl
- 1783-1791, Randal MacDonnell, VI conte di Antrim
- 1791-1812, John Murray, IV duca di Atholl
- 1813, Edoardo, duca di Kent e Strathearn

## Gran segretari
- 1751, John Morgan
- 1752-1770, Laurence Dermott
- 1771-1776, William Dickey
- 1777-1778, James Jones
- 1779-1782, Charles Bearblock
- 1783-1784, Robert Leslie
- 1785-1789, John McCormick
- 1790-1813, Robert Leslie.